# 高松 (檀朵)
高松，本名檀朵，澄州析木人。金国将领。

## 传记
高松十九岁时，從軍為蒲輦，有力善戰，完颜宗弼聞其名，召置左右，從破汴梁及和尚原，累官咸平總管府判官。
金世宗即位，充管押東京路渤海萬戶。兵部尚書完颜可喜謀反，前同知延安尹李老僧曰：「我與萬戶高松謀之，必從我矣。」众谋逆者说：「若得此軍，舉事易矣。」老僧前往見松，想要说服高松说：「君有功舊人，至今不得大官，何也？」松回答：「我一縣令也，每念聖恩，累世不能報，尚敢有望乎！」于是老僧就不敢继续说下去了。可喜、布輝、阿瑣知事不可成，遂上變，共捕斡論赴有司。松從征窩斡，以功遷咸平少尹，四遷崇義軍節度使。卒，年七十四。